# 全インド・アンナー・ドラーヴィダ進歩党
全インド・アンナー・ドラーヴィダ進歩党（அனைத்திந்திய அண்ணா திராவிட முன்னேற்றக் கழகம் ; All India Anna Dravida Munnetra Kazhagam : AIADMK）は、インドの政党のひとつで、おもにタミル・ナードゥ州において活動する地域政党である。2024年7月現在の書記長（党首）は、エダッパディ・K・パラニスワミ。日本では全インド・アンナ・ドラヴィダ進歩同盟と表記される場合も多い。

## 党史
全インド・アンナー・ドラーヴィダ進歩党は、1972年に、当時ドラーヴィダ進歩党（DMK）党首であり州首相であったM・カルナーニディと党内で対立したM・G・ラーマチャンドランを中心として、同党から離党した者たちによって結党された。したがって、この時以来この両党の対立は根深く続いている。

### ラーマチャンドラン党首時代（1972～1987）
DMK主導の州政府は、当時AIADMKと協力関係にあったインド国民会議（INC）が中央政府を主導することになり、州政府解任権を発動したことから、第2次カルナーニディ内閣は総辞職した。それから間もない1977年の州議会選挙でDMKは敗退し、州政府はAIADMKが主導することとなって、ラーマチャンドランが州首相に就任した。
1980年には、協力関係を断ったINCがローク・サバー（インド下院）総選挙で州内過半数を獲得したDMKと連携することになり、第1次ラーマチャンドラン内閣はINC主導の中央政府により解任権を発動され総辞職した。しかし、続く州議会選挙でAIADMKはDMKを抑えて勝利し、再びラーマチャンドランは州首相に就任して第2次内閣を組閣した。
1984年の州議会選挙では、ラーマチャンドランが体調を崩して国外で入院していたにもかかわらず、AIADMKは辛うじて勝利を収めた。民衆のAIADMKに対する広い支持は、人気の映画俳優であったラーマチャンドランの人格によるところが大きいとされるが、第3次内閣を組閣したラーマチャンドランは、1987年12月24日に死去するまで、継続して州首相の座にあり続けた。

### 後継者争い
ラーマチャンドランの死去を受けてV・R・ネドゥンチェリヤンが州首相代行となったが、ラーマチャンドランの妻であるR・ジャーナキが後継となり、タミル・ナードゥ州初の女性の州首相が誕生した。しかし、中央政府の解任権発動でジャーナキ内閣は総辞職し、ラーマチャンドランの死去による党内結束の緩みから内部の権力争いが激化した。そして党内は徐々に、ジャーナキ派とジャヤラリター派の二つの派閥に収束していった。
1989年の州議会選挙では、ラーマチャンドランを失った影響は大きく、DMKが勝利し、第3次カルナーニディ内閣が組閣された。この事態の中、党内は次第にジャヤラリター派が優勢を占め、ジャヤラリターが党首となる。

### ジャヤラリター党首時代（1991～2016）
1991年には、AIADMKと協力関係にあった中央政府が憲法秩序崩壊の名目で解任権を発動し、第3次カルナーニディ内閣は総辞職した。続く州議会選挙では、AIADMKが勝利したが、これは暗殺されたインド首相ラジーヴ・ガンディーに対する同情からの地滑り的な勝利であると言われる。第1次ジャヤラリター内閣が成立し、大規模な暴動などに悩まされながらも5年の任期を全うした。しかし民衆の不満は大きく、1996年の州議会選挙ではDMKが勝利し、第4次カルナーニディ内閣が成立した。
2001年の州議会選挙では再びAIADMKが勝利し、ジャヤラリター内閣が組閣された。しかし、裁判で第1次内閣時代の暴動に対する失政の責を問われ、有罪が確定する。ジャヤラリターは州首相の座を下りざるを得ず、O・パンニールセルヴァムが首班となって内閣が組閣され、この間の内閣は法律上無効とされて、彼はによって提案されました VKサシカラ内閣としては数えられないこととなった。半年後には再びジャヤラリターが組閣し、ここに第2次ジャヤラリター内閣が公式に発足した。
ジャヤラリターは、独断専行の批判を一部から受けながらも、経済改革を断行し、宝籤の禁止、酒類業と採石産業の公社専売化、タバコ販売の禁止など、民衆に評判の悪い施策を実行した。暴力団や公務員のストライキに対しては断固として対処し、規制法案を次々に可決させた。
2004年連邦下院選挙では、DMKを中心とする反対党派の結束により、AIADMKはすべての議席を失った。これ以来州政府は、2006年の州議会選挙を念頭に、民衆に対する人気取りの政策の実行に終始した。しかし州議会選挙では、メディアの与野党拮抗の予想を覆し、カルナーニディ率いるDMKの圧勝に終わった。第2次ジャヤラリター内閣も総辞職し、AIADMKは州議会の234議席のうち61議席のみを占めることとなった。
2009年連邦下院選挙でAIADMKは復調し、9議席を獲得した。そして2011年のタミル・ナードゥ州議会選挙において、AIADMKはインド共産党マルクス主義派等と幅広い連合を結成し、国民会議派等と組むDMK連合と対決した。AIADMK連合は合計203議席、AIDMK単独でも150議席を獲得する大勝を収め、第3次ジャヤラリター政権を成立させている。2014年連邦下院選挙でもAIADMKの勢いは持続し、州割当39議席の内37議席を占める圧勝となった。これは連邦下院第3党の議席数であり、国民民主同盟・統一進歩同盟のいずれにも属さない政党としては第1位であった。しかし、2019年連邦下院選挙では1議席と大幅に勢力を減らし、対立政党であるドラーヴィダ進歩党に連邦下院第3党の座を明け渡した。